# Жан Амери
Жан Амерѝ (на немски: Jean Améry, роден Ханс [Хаѝм] Ма̀йер, на немски: Hans Mayer) е австрийски писател, журналист, кинокритик, мислител-есеист.
Неговите творби са силно повлияни от преживяванията му по време на Втората световна война. Участва в организираната съпротива срещу нацистката окупация на Белгия, заради което е задържан и измъчван от Гестапо и прекарва няколко години в концентрационните лагери Аушвиц и Бухенвалд. В края на войната през 1945 г. е освободен от концлагера в Берген-Белзен.
В своята най-известна творба, „На границите на ума: размишленията на един оцелял от Аушвиц и неговите реалности“, определя мъчението за есенция на Третия райх. Други негови известни творби са „За стареенето“ и „За самоубийството: дискурс върху доброволната смърт“.
Амери се самоубива, като взема свръхдоза от приспивателни хапчета през 1978 г. Самотен през целия си живот, Амери е бил близък с австрийската поетеса, писателка и есеистка Ингеборг Бахман.

## Биография

### Произход и младежки години
Роден е под името Ханс Майер във Виена през 1912 г. Баща му е евреин, а майка му − католичка. Баща му загива на фронта по време на Първата световна война през 1916 г. Възпитан е от майка си в католическа традиция. Амери и майка му се завръщат във Виена, която по-рано са напуснали, за да живеят в провинция Тирол. През 1926 г. записва в университета да следва литература и философия, но поради липса на средства не може да продължи следването си. През 1930 г. започва работа в университетска библиотека под директорството на Леополд Лангхамер.

### Религия
Макар и семейството на Амери да е „отчуждено от своите еврейски корени, асимилирано и да представлява смесен брак“, самото това отчуждение пропива мисълта на Амери: „Исках на всяка цена да съм антинацист, напълно убедено, но по мое собствено желание“.
Нюрнбергските закони, чиито текст Амери скоро ще научи наизуст, го убеждават, че Германия е издала смъртна присъда на всички евреи. Неговото есе „За нуждата и невъзможността да бъда евреин“ засяга чрез този вътрешен конфликт въпроса за самоопределянето. Говори за това как, докато неговата идентичност, идваща от детството, е подчертано християнска, той се чувства като евреин, но не в религиозния смисъл, а чувства принадлежност към еврейския народ „без Бог, без история, без очакване за месианска роля на нацията“.
| „                                | За мен да бъда евреин означава да чувствам вчерашната трагедия като вътрешен гнет. На лявата ми предмишница продължава да стои номерът ми от Аушвиц; по-бързо се изчита от Петокнижието или Талмуда, но дава по-обстойна информация. Информация, която е по-задължаваща от основните формули на еврейското съществуване. Ако на мен и на света, включително на религиозните и национално настроените евреи, които не ме имат за един от тях, кажа: „Аз съм евреин“, то под това аз имам предвид всички тези реалности и възможности, които са обобщени в един аушвицки номер. | “ |
| Жан Амери, „На границите на ума“ | |   |

### По време на нацисткия режим
През 1937 г. Амери се жени, против желанието на майка си, за еврейката Регине Бергер. През 1938 г., когато нацистите обявяват аншлуса на Австрия, Амери и съпругата му бягат във Франция, после в Белгия. По ирония на съдбата Амери е депортиран от белгийците обратно във Франция поради германското му гражданство и е интерниран в Южна Франция.
След като избягва от лагера в Гюрс, той се връща в Белгия, където се присъединява към съпротивителното движение.
Участва в разпространението на антивоенна пропаганда за германските въоръжени сили. Заловен е от нацистите през юли 1943 г. Съпругата му успява да се укрие в Брюксел, където през 1944 г. умира от сърдечно заболяване, без повече да види мъжа си. Амери е измъчван от Гестапо в техния център във Форт Бреендонк. Когато заключават, че не разполага с някаква важна информация, статутът му е променен от политически затворник на обикновен евреин и е отведен в лагера Аушвиц.
В лагера му е дадена тежка работа, свързана със строителството на фабриката I.G. Farben в Аушвиц III (трудовия лагер Буна-Моновиц). Поради съветското настъпление първо е преместен в Бухенвалд, а след това в концлагера в Берген-Белзен, където е освободен от британската армия през 1945 г.

### След Втората световна война
След войната Ханс Майер приема псевдонима Жан Амерѝ (Амери е анаграма на Майер) с цел да се откъсне символично от немската култура и да се асоциира с френската. Живее в Брюксел, където работи като културен журналист на немскоезични вестници в Швейцария. Дълги години отказва да публикува в Германия и Австрия, а публикува само в Швейцария. Не пише изобщо за преживяванията си в лагерите на смъртта до 1964 г., когато след подтика на немския поет Хелмут Хайсенбютел написва книгата „Отвъд вината и изкуплението“ (на немски: Jenseits von Schuld und Sühne). По-късно тази книга е преведена на английски от Сидни и Стела П. Розенфелд под името „На границите на ума: размишленията на един оцелял от Аушвиц и неговите реалности“.
През 1976 г. Амери публикува книгата „За самоубийството: дискурс върху доброволната смърт“. Самият той отнема живота си със свръхдоза приспивателни през 1978 г.

## Литературно и философско наследство
С публикуването на „На границите на ума“, където Амери изследва Холокоста и същността на Третия райх, той се превръща в един от най-уважаваните писатели, пишещи по тази тема. Като определя нацисткото правителство за садистично, Амери прави аналогия с желанието на садистите да унищожат света. За един нацист-мъчител,
„[и] леко действие на въоръжена ръка е способна да превърне другата ръка − и да завърти главата, в която може би са стояли Кант и Хегел, и всичките девет симфонии, и Светът като воля и представа − в издаващо остри звуци квичащо прасе, което е пред заколение“
Усилията на Амери да запази историческата памет на Холокоста са насочени към описване на терора и ужаса от събитията във феноменологичен и философски план и се характеризират с това, което той нарича „оскъдна предразположеност към примирение“. Така той изучава преживяванията си и смисъла и завета на страданието, причинено от нацизма, но не с цел събитията да бъдат описани и подредени в „студения архив на историята“,, а да запазят темата актуална, така че следващите поколения да не изгубят нито описанието, нито представата за случилото се. Както и самият той пише в предговора на Отвъд вината и изкуплението:
Не е [изяснен] днес, и се надявам никога да не бъде изяснен случаят. Защото изясняването ще доведе до затваряне на страницата, приключване на случая, който тогава ще може да бъде сложен в папките на историята. Книгата ми цели да предотврати това. На нищо не е сложен край, никой случай не е приключен, никой завет не е станал обикновен запис.

### На немски
- Karrieren Und Köpfe: Bildnisse Berühmter Zeitgenossen. Zurich: Thomas, 1955.
- Teenager-Stars: Idole Unserer Zeit. Vienna: Albert Müller, 1960.
- Im Banne Des Jazz: Bildnisse Grosser Jazz-Musiker. Vienna: Albert Müller, 1961.
- Geburt Der Gegenwart: Gestalten Und Gestaltungen Der Westlichen Zivilisation Seit Kriegsende. Olten: Walter, 1961.
- Gerhart Hauptmann: Der Ewige Deutsche. Stieglitz: Handle, 1963.
- Jenseits Von Schuld Und Sühne: Bewältigungsversuche Eines Überwältigen. Munich: Szczesny, 1966.
- Über Das Altern: Revolte Und Resignation. Stuttgart: Klett, 1968.
- Unmeisterliche Wanderjahre. Stuttgart: Klett, 1971.
- Lefeu Oder Der Abbruch. Stuttgart: Klett, 1974.
- Hand an Sich Legen. Stuttgart: Klett, 1976.
- Charles Bovary, Landarzt. Stuttgart: Klett, 1978.
- Bücher Aus Der Jugend Unseres Jahrhunderts. Stuttgart: Klett-Cotta, 1981.
- Der Integrale Humanismus: Zwischen Philosophie Und Literatur. Aufsätze Und Kritiken Eines Lesers, 1966 – 1978. Stuttgart: Klett-Cotta, 1985.
- Jean Amery, der Grenzganger: Gesprach mit Ingo Hermann in der Reihe „Zeugen des Jahrhunderts.“ Ed. Jürgen Voigt. Göttingen: Lamuv, 1992.
- Cinema: Arbeiten Zum Film. Stuttgart: Klett-Cotta, 1994.
- Jean Améry: Werke. 9 vols. Edited by Irène Heidelberger-Leonard. Stuttgart: Klett-Cotta, 2002 – 2008. The collected works in German.

### Преведени на френски
- Charles Bovary, médecin de campagne: portrait d'un homme simple. Roman/essai traduit de l'allemand par Françoise Wuilmart. Actes Sud: Arles, 1991.
- Par-delà le crime et le châtiment: essai pour surmonter l'insurmontable. traduit de l'allemand par Francoise Wuilmart. Actes Sud: Arles, 1995.
- Du vieillissement. Payot: Paris, 1991 [1968]; rééd. Petite Bibliothèque Payot 2009
- Le feu ou la démolition. Actes Sud: Arles, 1996 [1974]
- Porter la main sur soi – Du suicide. Actes Sud: Arles, 1999 [1976]
- Les Naufragés. Actes Sud: Arles, 2010 [1935]

### Преведени на английски
- Preface to the Future: Culture in a Consumer Society. Trans. Palmer Hilty. London: Constable, 1964.
- At the Mind's Limits: Contemplations by a Survivor of Auschwitz and Its Realities. Trans. Sidney and Stella P. Rosenfeld. Bloomington: Indiana University Press, 1980.
- Radical Humanism: Selected Essays. Trans. Sidney and Stella P. Rosenfeld. Bloomington: Indiana University Press, 1984.
- On Aging: Revolt and Resignation. Trans. John D. Barlow. Bloomington: Indiana University Press, 1994.
- On Suicide: A Discourse on Voluntary Death. Trans. John D. Barlow. Bloomington: Indiana University Press, 1999.

## За него
- The Philosopher of Auschwitz: Jean Améry and Living with the Holocaust. Ирене Хайделбергер-Леонард. Translated by Anthea Bell. London: I. B. Tauris, 2010. First published in German as Jean Améry: Revolte in der Resignation (Stuttgart: Klett-Cotta, 2004). Also published in French as Jean Améry (Arles: Actes Sud, 2007) and Spanish as Jean Améry: Revuelta en la resignación (Valencia: Universitat di Valencia, 2010)
- G. Risari, „Jean Améry. Il risentimento come morale“, Milano: Franco Angeli, 2002
- В.Г. Зебалд, „Against the Irreversible“ в On the Natural History of Destruction, Penguin, 2003, pp. 147 – 72